# 小行星41943
小行星41943（41943 Fredrick）是一颗绕着太阳运转的小行星，为主小行星带小行星。该小行星于2000年12月3日被发现。
該小行星以美國業餘天文學家理查德·弗雷德里克（Richard Fredrick）命名。

## 轨道参数
小行星41943的轨道半长轴为2.5332919 UA，离心率为0.142。